# Rosin
Rosin (niem. Rissen) – wieś w Polsce, położona w województwie lubuskim, w powiecie świebodzińskim, w gminie Świebodzin.
W latach 1945–54 siedziba gminy Rosin. W latach 1975–1998 miejscowość administracyjnie należała do województwa zielonogórskiego.

## Integralne części wsi
| SIMC    | Nazwa    | Rodzaj     |
| ------- | -------- | ---------- |
| 0915159 | Podlesie | przysiółek |

## Zabytki
Do wojewódzkiego rejestru zabytków wpisany jest:
- zespół pałacowy, z XVIII wieku, przebudowany w 1900 roku:
  - pałac- dwór z około 1800 roku, przebudowany na początku XX wieku[7]
  - park krajobrazowy.